# Rhembobius bischoffi
Rhembobius bischoffi là một loài tò vò trong họ Ichneumonidae.